# Ixamatus musgravei
Ixamatus musgravei är en spindelart som beskrevs av Raven 1982. Ixamatus musgravei ingår i släktet Ixamatus och familjen Nemesiidae.
Artens utbredningsområde är New South Wales. Inga underarter finns listade i Catalogue of Life.